# Ernst von Hessen-Philippsthal-Barchfeld

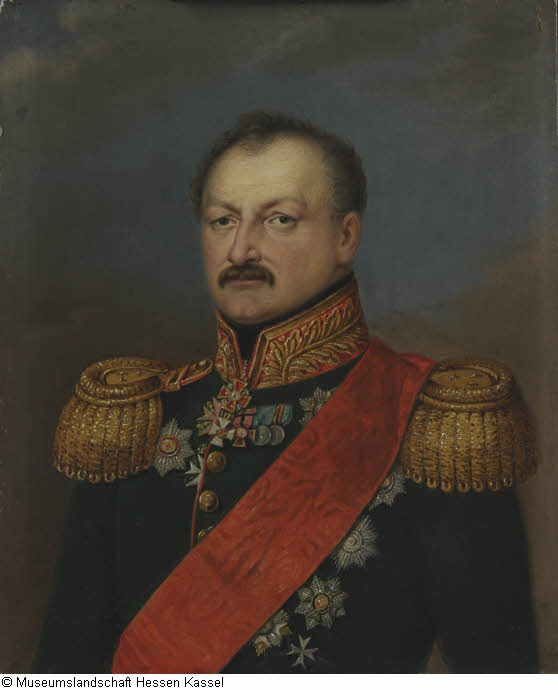

Ernst von Hessen-Philippsthal-Barchfeld (* 28. Januar 1789 in Barchfeld; † 19. April 1850 auf dem Schloss Augustenau in Herleshausen) war ein russischer General der Kavallerie.

## Leben
Ernst wurde als Sohn von Adolf von Hessen-Philippsthal-Barchfeld und dessen Ehefrau Luise (1752–1805), Tochter des Herzogs Anton Ulrich von Sachsen-Meiningen aus dessen Ehe mit Charlotte Amalie von Hessen-Philippsthal, geboren. Seine Geschwister waren:
- Friedrich (1782–1783)
- Karl (1784–1854), Landgraf von Hessen-Philippsthal-Barchfeld

⚭ 1. 1816 Prinzessin Auguste zu Hohenlohe-Ingelfingen (1793–1821)
⚭ 2. 1823 Prinzessin Sophie zu Bentheim und Steinfurt (1794–1873)
- Wilhelm (1786–1834)

⚭ 1812 Prinzessin Juliane von Dänemark (1788–1850)
- Georg (1787–1788)
- Charlotte (*/† 1794)

Im Alter von sechs Jahren kam er 1795 nach Schnepfenthal an das Philanthropin Schnepfenthal, dort wurden auch seine älteren Brüder erzogen. 1797 kam er mit seinem Bruder Wilhelm nach Bückeburg, dort wurden sie beide im Haus der Gräfin Juliane von Hessen-Philippsthal, gemeinsam mit dem, später regierenden Fürsten, Georg Wilhelm zu Schaumburg-Lippe, durch Hauslehrer weiter gebildet. Anschließend besuchte er die Ritterakademie Lüneburg und kehrte dann nach Hause zurück.
Er trat als Stabskapitän in die Leibgarde ein und erhielt theoretischen und praktischen Unterricht beim Hauptmann Christian Friedrich von Cochenhausen, mit den ihn später eine lebenslange Freundschaft verband. Er folgte seinem Lehrer zum Regiment von Wurmb nach Eschwege und kehrte kurz darauf als Kompaniechef zum Garde-Grenadier-Regiment nach Kassel zurück, um bei seiner Mutter zu sein, die seit dem 17. Juli 1803 verwitwet war.
1806 weigerten sich sein Bruder Wilhelm und er, nach der Flucht des Kurfürsten Wilhelm I., in französische Dienste zu treten. Daraufhin wurden sie gefangen genommen und erst nach Mainz und später nach Luxemburg gebracht. Ihnen gelang die Flucht nach Weimar und weiter nach Königsberg, dort traten sie in russische Dienste ein, obwohl der französische Gesandte Armand de Caulaincourt ihre Einstellung zu verhindern suchte. Der älteste Bruder Karl war inzwischen als preußischer Husaren-Rittmeister von den Franzosen gefangen genommen und auf sein Ehrenwort, nicht gegen sie zu dienen, wieder entlassen worden. Sein Bruder Wilhelm trat später in dänische Dienste.
Ernst wurde als Oberstleutnant dem 6. Jägerregiment und dem Hauptquartier des kommandierenden Generals, Feldmarschall Fürst Alexander Prosorowsky (1733–1809), der während des siebten Russisch-Türkischen Krieges am Pruth gegen die Türken stand, zugeteilt. Weil er an Fieber erkrankte und keinen Dienst leisten konnte, erbat er sich Urlaub und reiste über Österreich nach Hessen, um noch einige seiner von den Franzosen konfiszierten Gütern zu retten. Hierbei beteiligte er sich am Dörnberg-Aufstand, und als dieser scheiterte, war seine Sicherheit gefährdet. Sein geheim gehaltener Aufenthaltsort in Barchfeld war bekannt geworden, jedoch warnte ihn der mit der Festnahme beauftragte Gendarm und führte ihn in das hessen-rotenburgische Jagdschloss Blumenstein bei Wildeck. Von hier floh er weiter nach Eisenach, dort verschaffte er sich einen Pass auf einen falschen Namen und konnte nach Prag weiterreisen.
Weil er das russische Klima nicht vertrug, nahm er seinen Abschied und beschloss, sich mit dem Rest seines Vermögens in Böhmen niederzulassen, hierbei verlor er während der verwickelten Verhandlungen die gesamte Kaufsumme und war dadurch mittellos.
Daraufhin trat er bei der Garde in preußische Dienste in Potsdam ein. Kurz darauf erhob Frankreich Anspruch auf ihn, weil er Untertan des Königreichs Westphalen war. Preußen konnte ihn gegenüber den Franzosen nicht schützen, daher floh er 1812 erneut nach Russland bis Wilna. Kaiser Alexander I. teilte ihn als Oberst dem Hauptquartier des Ataman Matwei Iwanowitsch Platow zu. Er nahm an zahlreichen Kämpfen gegen die Franzosen teil und verlor während der Schlacht bei Borodino bei Mosaisk durch eine Kanonenkugel sein linkes Bein über dem Knie. Sein in der Nähe befindlicher Bruder Karl, rettete ihn mit Hilfe einiger Ulanen und transportierte ihn auf einer Lafette in das Reservelazarett des Hauptquartiers. Nach der Amputation begleitete ihn sein Bruder bis Jaroslaw zum Prinzen Georg von Oldenburg und dessen Gemahlin Großfürstin Katharina Pawlowna, eine Tochter des russischen Zaren Paul (1754–1801), die sich um die verletzten Soldaten kümmerten. Eine erneute Verletzung des Stummels machte eine erneute, noch schmerzhaftere Amputation notwendig. 
Nach vier Monaten konnte er im Juni 1813 nach St. Petersburg reisen, um sich dort auszukurieren. Nach seiner Gesundung brach er nach Schlesien auf, um im russischen Hauptquartier, das den Franzosen nachsetzte, um eine Verwendung als Soldat zu bitten. Der Kaiser ernannte ihn daraufhin zum Generalmajor und verlieh ihm das Großkreuz des St. Georgsordens. 
In Prag musste er aufgrund eines Nervenfiebers einige Zeit verbringen und konnte somit nicht am Ende der Freiheitskriege teilnehmen. 
Er reist von Prag nach Frankfurt am Main, wo die verwitwete Prinzessin Katharina Pawlowna von Holstein-Oldenburg bewirkte, dass der Kurfürst Wilhelm I. von Hessen ihm eine Pension bewilligte. Der Kaiser von Russland ernannte ihn zum vorläufigen russischen Gouverneur von Kassel. Nach einem kurzen Aufenthalt in Paris kehrte er nach Barchfeld zurück, musste von da aus jedoch gleich weiter zum Wiener Kongress reisen. 
Ernst erhielt vom russischen Kaiser Alexander I. 5.000 Dukaten, von denen er sich ein künstliches Bein in England machen lassen sollte. Seine Cousine Adelheid von Sachsen-Meiningen, die spätere Königin von England, unterstützte ihn bei der Suche nach einem Handwerker. Während seines Aufenthaltes in London erhielt er vom König Wilhelm IV. das Angebot als Generalleutnant in englische Dienste einzutreten, dieses verpflichtete ihn jedoch auch, in der steten Nähe des Königs zu sein. Er nahm das Angebot an, erbat sich jedoch noch eine Urlaubsreise nach Barchfeld. Noch während der Reise wurde er vom inzwischen erkrankte König zurückgerufen. Während der Rückreise wurde Ernst krankheitsbedingt vierzehn Tage in Brüssel aufgehalten, so dass er den König zwar noch lebend, jedoch ohne Bewusstsein antraf. Er erhielt von der Witwe des Königs, seiner Cousine Adelheid, nur eine geringe Pension, war aber zwischenzeitig, ohne sein Wissen, zum kaiserlich-russischen General der Kavallerie ernannt worden.
Er reiste inzwischen periodisch nach St. Petersburg und London. Während eines Besuchs seines Bruders Wilhelm, der inzwischen in Kopenhagen lebte, erwarb er in der Nähe das Gut Skodsborg, 20 km nördlich von Kopenhagen.
Er versuchte, trotz all seiner Reisen, nicht nur das väterliche Schloss in Barchfeld, die Wilhelmsburg, instand zu halten, sondern auch den Wohlstand des Ortes zu fördern, zum Beispiel durch die Gründung einer Tabakfabrik und einer Bandweberei, allerdings missglückten diese Unternehmungen.
Nach einem Besuch in Meiningen zur Geburtstagsfeier des Erbprinzen Georg II. reiste er am 7. April 1850 auf der Rückreise nach Augustenau zu seinem Bruder Karl. Dort verstarb er und wurde gemäß seiner Anordnung nach Barchfeld überführt und in der fürstlichen Gruft beigesetzt.

## Auszeichnungen
- Er erhielt das Großkreuz des Russischen Ordens des Heiligen Georg sowie den kaiserlich russischen Alexander-Newski-Orden und den hessischen Orden Pour la vertu militaire.